# Пошткуг (Марказі)
Пошткуг (перс. پشتكوه) — село в Ірані, у дегестані Ростак, у Центральному бахші, шагрестані Хомейн остану Марказі. За даними перепису 2006 року, його населення становило 360 осіб, що проживали у складі 78 сімей.

## Клімат
Середня річна температура становить 12,91°C, середня максимальна – 31,89°C, а середня мінімальна – -8,16°C. Середня річна кількість опадів – 219 мм.
| Клімат поселення                              | Клімат поселення | Клімат поселення | Клімат поселення | Клімат поселення | Клімат поселення | Клімат поселення | Клімат поселення | Клімат поселення | Клімат поселення | Клімат поселення | Клімат поселення | Клімат поселення | Клімат поселення |
| Показник                                      | Січ.             | Лют.             | Бер.             | Квіт.            | Трав.            | Черв.            | Лип.             | Серп.            | Вер.             | Жовт.            | Лист.            | Груд.            |                  |
| Середній максимум, °C                         | 9,24             | 10,51            | 14,41            | 19,37            | 24,50            | 30,85            | 31,89            | 31,35            | 27,01            | 20,78            | 14,51            | 8,79             |                  |
| Середня температура, °C                       | 0,55             | 1,82             | 5,70             | 10,66            | 15,81            | 22,15            | 25,86            | 25,34            | 21,00            | 14,76            | 8,50             | 2,79             |                  |
| Середній мінімум, °C                          | −8,16            | −6,89            | −2,98            | 1,97             | 7,11             | 13,46            | 19,85            | 19,32            | 15,00            | 8,76             | 2,49             | −3,23            |                  |
| Норма опадів, мм                              | 37               | 35               | 39               | 26               | 17               | 2                | 2                | 1                | 1                | 7                | 22               | 30               |                  |
| Середньомісячна швидкість вітру, м/с          | 1.45             | 1.98             | 2.86             | 2.84             | 2.83             | 2.50             | 2.44             | 2.37             | 2.22             | 2.19             | 1.85             | 1.68             |                  |
| Середньомісячна сонячна радіація, кДж/м²·день | 9725             | 12989            | 15498            | 18777            | 22528            | 26673            | 25665            | 24314            | 21515            | 16064            | 11368            | 9332             |                  |
| --------------------------------------------- | ---------------- | ---------------- | ---------------- | ---------------- | ---------------- | ---------------- | ---------------- | ---------------- | ---------------- | ---------------- | ---------------- | ---------------- | ---------------- |
| Джерело:                                      |                  |                  |                  |                  |                  |                  |                  |                  |                  |                  |                  |                  |                  |